# Україна на пісенному конкурсі Євробачення 2011
Україна взяла участь у 56-му пісенному конкурсі Євробачення, що відбувся 2011 року в Дюссельдорфі, Німеччина. 2011 року Україна брала участь у пісенному конкурсі Євробачення дев'ятий раз поспіль. Національна суспільна телерадіокомпанія України провела національний відбір, за підсумками якого Україну на пісенному конкурсі представила співачка Міка Ньютон з піснею «Angel».
У фіналі конкурсу в Дюссельдорфі Міка Ньютон з 159 балами зайняла 4 місце.

## Національний відбір
26 лютого за підсумками народного голосування та голосування журі переможцем була обрана пісня Міки Ньютон «Angel». Однак, результати відразу стали предметом множинних суперечок про підтасовування голосування.
28 лютого «Перший національний» вирішив провести повторне голосування за трьох фіналістів національного відбору. Повторний фінал національного відбору мав відбутися 3 березня в ефірі телеканалу.
2 березня «Перший національний» офіційно підтвердив, що Україну на Євробаченні 2011 буде представляти Міка Ньютон з піснею «Angel». Джамала та Злата Огневич відмовилися брати участь у переголосуванні 3 березня, таким чином перевідбору не було.

## Учасники відбору
| № | Артист              | Пісня                     | Мова пісні             |
| - | ------------------- | ------------------------- | ---------------------- |
|   | Христина Кім        | Victim of my love         | англійська             |
|   | Олена Корнєєва      | Why I didn't say goodbye? | англійська             |
|   | Дар'я Медова        | Infinity                  | англійська             |
|   | Іван Березовський   | Ave Maria                 | італійська             |
|   | Бахрома             | Черное море               | російська              |
|   | Едуард Романюта     | Берега                    | російська              |
|   | Жемчуг              | Hero                      | англійська             |
|   | Олексій Матіас      | Myself                    | англійська             |
|   | Shanis              | Я твоя                    | російська              |
|   | Злата Огневич       | The Kukushka              | англійська, українська |
|   | Анастасія Приходько | Action                    | англійська             |
|   | Міка Ньютон         | Angel                     | англійська             |
|   | Джамала             | Smile                     | англійська             |
|   | Денис Повалій       | Aces high                 | англійська, українська |
|   | Тетяна Воржева      | Всё решено                | російська              |
|   | Владислав Левицький | Love                      | англійська             |
|   | Міла Нітіч          | Goodbye                   | англійська             |
|   | Павло Табаков       | Shake your body           | англійська             |
|   | Віталій Галай       | My expression             | англійська             |
|   | А.Р.М.І.Я           | Алло, алло                | російська              |
|   | Пара нормальних     | Леди                      | російська              |
|   | HEK$I               | Север-Юг                  | російська              |
|   | Ель Кравчук         | Моя надежда               | російська              |
|   | Закльопки           | Superhero                 | англійська             |

| № | Артист              | Пісня         | Мова пісні             |
| - | ------------------- | ------------- | ---------------------- |
|   | Злата Огневич       | The Kukushka  | англійська, українська |
|   | Віталій Галай       | My expression | англійська             |
|   | Бахрома             | Черное море   | російська              |
|   | Пара нормальных     | Леди          | російська              |
|   | HEK$I               | Север-Юг      | російська              |
|   | Жемчуг              | Hero          | англійська             |
|   | Тетяна Воржева      | Всё решено    | російська              |
|   | Владислав Левицький | Love          | англійська             |

| № | Артист              | Пісня                    | Мова пісні             |
| - | ------------------- | ------------------------ | ---------------------- |
|   | Міка Ньютон         | Angel                    | англійська             |
|   | Іван Березовський   | Ave Maria                | італійська             |
|   | Shanis              | Я твоя                   | російська              |
|   | Закльопки           | Superhero                | англійська             |
|   | Христина Кім        | Victim of my love        | англійська             |
|   | Олена Корнєєва      | Why I didnt say goodbye? | англійська             |
|   | Денис Повалій       | Aces high                | англійська, українська |
|   | Анастасія Приходько | Action                   | російська              |

| № | Артист          | Пісня          | Мова пісні |
| - | --------------- | -------------- | ---------- |
|   | А. Р. М. І. Я.  | Алло, алло     | російська  |
|   | Ель Кравчук     | Моя надежда    | російська  |
|   | Джамала         | Smile          | англійська |
|   | Едуард Романюта | Берега         | російська  |
|   | Міла Нітіч      | Goodbye        | англійська |
|   | Павло Табаков   | Shake You Body | англійська |
|   | Дар'я Медова    | Infinity       | англійська |

### Фіналісти
1. Олексій Матіас — Myself
2. Злата Огневич — The Kukushka
3. Міка Ньютон — Angel
4. Джамала — Smile
5. HEK$I — # Ель Кравчук — Моя надежда
6. Едуард Романюта — Берега
7. Дар'я Медова — Infinity
8. А. Р. М. І. Я. — Алло, алло
9. Віталій Галай — My Expression
10. Анастасія Приходько — Action
11. Бахрома — Черное море
12. Владислав Левицький — Love
13. Денис Повалій — Aces High
14. Shanis — Я твоя
15. Жемчуг — Hero
16. Іван Березовський
17. Тетяна Воржева
18. Олена Корнєєва — Why I didnt say goodbye?
19. Закльопки
20. Міла Нітіч

## На Євробаченні
Україна пройшла до другого півфінал конкурсу, 12 травня, в кінцевому підсумку посівши 4-е місце в голосуванні фіналу 14 травня.

### Бали отримані від України[2]
| 12 балів | Словаччина           |
| 10 балів | Білорусь             |
| 8 балів  | Естонія              |
| 7 балів  | Північна Македонія   |
| 6 балів  | Кіпр                 |
| 5 балів  | Швеція               |
| 4 бали   | Боснія і Герцеговина |
| 3 бали   | Данія                |
| 2 бали   | Ірландія             |
| 1 бал    | Австрія              |

| 12 балів | Грузія          |
| 10 балів | Азербайджан     |
| 8 балів  | Росія           |
| 7 балів  | Молдова         |
| 6 балів  | Греція          |
| 5 балів  | Франція         |
| 4 бали   | Угорщина        |
| 3 бали   | Велика Британія |
| 2 бали   | Естонія         |
| 1 бал    | Швеція          |

| 12 балів   | 10 балів               | 8 балів             | 7 балів   | 6 балів                                  |
| ---------- | ---------------------- | ------------------- | --------- | ---------------------------------------- |
| - Білорусь | - Словаччина           | - Ізраїль - Молдова | - Естонія | - Італія - Північна Македонія - Словенія |
| 5 балів    | 4 бали                 | 3 бали              | 2 бали    | 1 бал                                    |
| - Кіпр     | - Боснія і Герцеговина | - Болгарія - Швеція | - Румунія | - Данія                                  |

| 12 балів                              | 10 балів                    | 8 балів              | 7 балів                                                                   | 6 балів             |
| ------------------------------------- | --------------------------- | -------------------- | ------------------------------------------------------------------------- | ------------------- |
| - Вірменія - Азербайджан - Словаччина | - Білорусь - Грузія - Росія | - Болгарія - Молдова | - Греція - Ізраїль - Італія - Північна Македонія - Португалія - Туреччина | - Сербія - Словенія |
| 5 балів                               | 4 бали                      | 3 бали               | 2 бали                                                                    | 1 бал               |
| - Хорватія - Кіпр                     | - Мальта                    | - Албанія            | - Польща - Румунія - Швеція                                               |                     |